# ماربیا
ماربیّا (اسپانیایی: Marbella‎; ‎/mɑːrˈbeɪjə, -ˈvɛljə, -ˈvɛjə/‎; اسپانیایی: [maɾˈβeʎa], تلفظ: [maɾˈβeʝa]ماربیا با شهرداری مستقل در جنوب اسپانیا ، متعلق به استان مالاگا ، در اندلس است. به این منطقه Costa del Sol نیز گفته میشود .
ماربیا در سواحل مدیترانه و بین شهر مالاگا و تنگه جبل الطارق (UK) ، و در زیر کوه سیرا بلانکا قرار گرفته است . پهنای منطقه شهری آن به مساحت 117 کیلومتر مربع  است که از کنار بزرگراه A7 و بزرگراه عوارضی به نام AP7 - Mediterráneo  عبور می کند که دسترسی اصلی به شهر را تامین میکند. 
براساس آمار INE جمعیت شهر با سرشماری که در سال 2019 انجام شده است 143 هزار و 386 نفر است ودومین شهرداری پرجمعیت استان و هشتمین مورد در اندلس است. علاوه بر این ، یکی از مهمترین شهرهای توریستی در Costa del Sol و در تمام اسپانیا است. در بیشتر سال ، این مرکز به واسطه اقلیم و زیرساخت های توریستی آن ، مرکز گردشگری بین المللی است. اگرچه در دنیا کمتر شناخته شده است ، این شهر همچنین دارای میراث باستان شناسی قابل توجهی ، با چندین موزه و فضاهای زیبا و همچنین یک تقویم فرهنگی با رویدادهایی از reggae تا opera میباشد .

## جمعیت
براساس سرشماری INE در سال 2019 ، ماربیا 143،386 نفر جمعیت دارد ، که آن را به عنوان دومین شهر پرجمعیت استان مالاگا و هشتمین دراندلس  قرار میدهد. برخلاف شهرهای دیگر در کاستا دل سول ، ماربیا قبل از انفجار جمعیت ناشی از رونق گردشگری در دهه 1960 ، جمعیت قابل توجهی داشته است . در این سرشماری حدود 10،000 نفر در سال 1950 شمارش شده است. این در صورتی است که رشد جمعیت به اندازه شهرهای همجوار قابل توجه بوده است. بین سالهای 1950 و 2001 جمعیت 89.7٪ رشد کرد ، به طوری که دهه 1960 با بیشترین افزایش نسبی ، با 141٪ افزایش یافت. در سال 2001 ، تنها 26.2٪ از جمعیت ماربیا در آنجا به دنیا آمده بودند ، 15.9٪ از آنها متولدین خارجی بودند ، و با کسانی که در شهرهای دیگر اسپانیا متولد شده اند اختلاف نظر دارند. جمعیت در دو مرکز اصلی متمرکز شده است: ماربیا و سان پدرو آلکانتارا. بقیه در بسیاری از مناطقی چون  Nueva Andalucia و Las Chapas ، واقع در ساحل و دامنه های کوه پراکنده اند. طبق مطالعه ای که توسط انجمن شهرداری های کاستا دل سل انجام شده است ، بر اساس تولید زباله های جامد در سال 2003 ، ماربیا حدود 246000 نفر جمعیت داشت . 
در ماه های تابستان با ورود گردشگران و خارجی هایی که خانه های دوم خود را در منطقه دارند ، جمعیت ماربیا افزایش می یابد.جمعیت این شهر در طول ماه های تابستان بر اساس منابع رسمی پلیس حدودا 500000 الی 700000 هزار نفر محاسبه می کنند.

## ماقبل تاریخ و باستان
بقایای پل رومی ماربیا
کاوش های باستان شناسی در کوههای اطراف ماربیا انجام شده است که به سکونت انسان در زمان سرخپوشان و نوسنگی اشاره دارد. برخی از مورخان بر این باورند که نخستین شهرک در محل فعلی ماربیا توسط ققنوسان در قرن هفتم قبل از میلاد تأسیس شد ، زیرا معروف است که آنها چندین مستعمره را در سواحل استان مالاگا تأسیس کرده اند. با این حال ، هیچ گونه اثرات مهمی در این زمینه یافت نشده است ، اگرچه برخی از آثار باستانی شهرک های فنیقی و بعدها کارداگینیان نیز در مناطق مختلف شهرداری ، مانند زمینه های ریو رئال و سرورو تورن کشف نشده اند.
وجود مرکز جمعیت رومی در آنچه که اکنون الکسکو آنتيگو (شهر قدیمی) وجود دارد ، توسط سه پایگاه یونی تعبیه شده در یک بخش از مورالاس دل کاستیلو (دیوارهای قلعه موری) ، مواد استفاده مجدد از ساختمان از زمان های قبل پیشنهاد می شود. اکتشافات اخیر در La Calle Escuelas (خیابان مدرسه) و سایر بقایای پراکنده در شهر قدیمی ، شهادت یک اشغال رومی را نیز گواهی می دهد. غرب شهر به دلایل هتل Puente Romano یک پل کوچک رومی در قرن اول بر فراز رودخانه است. ویرانه های دیگری از سکونتگاه های رومی در کنار رودخانه های ورد و گوادالمینا وجود دارد: ویلا رومانا در ریو وردا (رودخانه سبز) ، حمام های رومی در گوادالمینا و ویرانه های یک ویلا رومی و یک باسیلای اولیه بیزانس در Vega del Mar ، ساخته شده در در قرن 3 و احاطه شده توسط یک کلیسای سرخپوشان مسیحی ، که بعدها به عنوان یک گورستان توسط Visigoths استفاده می شود. همه اینها نشانگر حضور مداوم بشر در منطقه است. در زمان روم ، این شهر سالدوبا (شهر نمکی) نامیده می شد.

## اقلیم شناسی
ژوئیه گرم ترین ماه در ماربلا با متوسط دمای 24 درجه سانتی گراد (75 درجه فارنهایت) و سردترین ماه ژانویه در 11 درجه سانتی گراد (52 درجه فارنهایت) با بیشترین ساعت آفتاب روز 11 در ماه اوت است. مرطوب ترین ماه نوامبر است که میانگین آن 115 میلی متر باران است. بهترین ماه برای شنا در دریا در اوت است که متوسط دمای دریا 24 درجه سانتی گراد (75 درجه فارنهایت) است.بارندگی در آن ۶۲۸ لیتر بر متر مکعب است. میزان نور دهی خورشید در آن ۲۹۰۰ ساعت بر سال است.
|              | ژانویه | فوریه | مارس | آوریل | می | ژوئن | ژوئیه | اوت | سپتامبر | اکتبر | نوامبر | دسامبر |
| ------------ | ------ | ----- | ---- | ----- | -- | ---- | ----- | --- | ------- | ----- | ------ | ------ |
| بالاترین دما | 15     | 16    | 18   | 21    | 23 | 27   | 29    | 32  | 26      | 22    | 18     | 16     |
| کم ترین دما  | 6      | 7     | 9    | 11    | 13 | 17   | 19    | 21  | 17      | 14    | 10     | 8      |

## سیاست و مدیریت
اداره سیاسی شهر از طریق شورای شهر مدیریت دموکراتیک انجام می شود که مؤلفه های آن هر چهار سال یکبار با رأی گیری جهانی انتخاب می شوند. سرشماری انتخاباتی از کلیه ساکنان ثبت شده در ماربلا بالای 18 سال و اتباع اسپانیا و سایر کشورهای عضو اتحادیه اروپا تشکیل شده است. طبق مفاد قانون عمومی رژیم انتخاباتی ، 52 که تعداد مشاوران واجد شرایط را با توجه به جمعیت شهرداری تعیین می کند ، شرکت شهرداری ماربیا از 27 مشاور تشکیل شده است.
از نخستین انتخابات دموکراتیک شهری پس از تصویب قانون اساسی اسپانیا در سال 1978 ، که در سال 1979 برگزار شد و تا سال 1991 ، تمام شهرداران ماربیا از PSOE بودند .53 بین این سال و 2006 ، ماربیا تحت کنترل دولت بود. حزب سیاسی جیل با حضور Jesús Gil و Gil ، Juli Juln Muáoz ، Marisol Yagüe و Tomás Reñones در رأس آن قرار دارد. پس از ورود و ماندن در قدرت با روش های بحث برانگیز ، مدیریت GIL با رسوایی های فساد مشخص شد. در سال 2006 شورای شهر منحل شد و در اختیار یک مدیر قرار گرفت.
از سال 2007 تا 2015 ، حزب مردم با Ángeles Muñoz به عنوان شهردار حکومت کرد
بین سال های 2015 و 2017 ، یک سه جانبه که توسط حزب کارگران سوسیالیست اسپانیا ، Option Sanpedreña و Izquierda Unida (اسپانیا) تشکیل شده است ، با حمایت خاصی از Costa del Sol اداره می شود. بله شما می توانید با سوسیالیست خوزه برنال به عنوان شهردار همکاری کنید. در سال 2017 ، شهردار سابق PP ، gengeles Muñoz پس از یک حرکت سانسور با حمایت از گزینه Sanpedreña ، شهردار را به دست آورد. در سال 2019 وی بار دیگر با اکثریت مطلق دوباره انتخاب شد.
شهردارانی که از سال 1979 انتخاب شده اند . 
Periodo	Nombre	Partido
1979-1983	Alfonso Cañas Noguera	Logotipo del PSOE.svg PSOE
1983-1987	José Luis Rodríguez Sánchez	Logotipo del PSOE.svg PSOE
1987-1991	Francisco Parra Medina	Logotipo del PSOE.svg PSOE
1991-1995	Jesús Gil y Gil	Grupo Independiente Liberal.svg GIL
1995-1999	Jesús Gil y Gil	Grupo Independiente Liberal.svg GIL
1999-2003	Jesús Gil y Gil (1999-2002)
Julián Felipe Muñoz Palomo (2002-2003)	Grupo Independiente Liberal.svg GIL
Grupo Independiente Liberal.svg GIL
2003-2007	Julián Felipe Muñoz Palomo (2003)
Marisol Yagüe Reyes (2003-2006)
Tomás Reñones (2006-2007)
Diego Martín Reyes (Pte. Comisión Gestora/2007)	Grupo Independiente Liberal.svg GIL
Grupo Independiente Liberal.svg GIL
Grupo Independiente Liberal.svg GIL
Logotipo del PSOE.svg PSOE
2007-2011	María Ángeles Muñoz Uriol	People's Party (Spain) Logo.svg PP
2011-2015	María Ángeles Muñoz Uriol	People's Party (Spain) Logo.svg PP
2015-2019	José Bernal Gutiérrez (2015-2017)
María Ángeles Muñoz Uriol (desde 2017)	Logotipo del PSOE.svg PSOE
PP icono 2019.svg PP
2019-	María Ángeles Muñoz Uriol	PP icono 2019.svg PP

## مدیریت شهرداری
تیم دولت علاوه بر شهردار ، چهار معاون شهردار از جمله معاون شهردار لاس چاپاس و معاون شهردار سن پدرو آلکانتارا را نیز تشکیل می دهد. علاوه بر این ، دوازده نماینده برای حوزه های آثار و زیرساخت ها ، فرهنگ ، آموزش و میراث تاریخی ، مشارکت شهروندان ، پایداری ، تحرک ، ارتباطات ، صنعت و معابر عمومی ، پروژه های استراتژیک ، امنیت شهروندی ، گردشگری و رویدادها ، ساکنان بین المللی ، بهداشت ، مصرف وجود دارد. و خدمات ، برابری و تنوع ، برنامه ریزی شهری ، مسکن و شهرسازی ، امور مالی و مدیریت عمومی ، حقوق اجتماعی ، جوانان ، احزاب ، نوآوری و مدیریت الکترونیکی ، تجارت ، توسعه اقتصادی و SME ، اشتغال و پارک ، باغ و تمیز کردن.54
بودجه عمومی سال 2017 مبلغ 236,073,180.054 یورو است که از این مبلغ 138,863,819.46 یورو به هزینه های پرسنلی اختصاص یافته و مابقی بین هزینه های جاری و خدمات ، هزینه های مالی ، سرمایه گذاری و غیره تقسیم می شود.
نتایج انتخابات شهرداری سال 2019 در ماربیا
| حزب سیاسی                                | %     | مشارکت |
| ---------------------------------------- | ----- | ------ |
| Partido Popular (PP)                     | 40.05 | 14     |
| Partido Socialista Obrero Español (PSOE) | 31.02 | 10     |
| Opción Sampedreña (OSP)                  | 6.93  | 2      |
| Ciudadanos (C's) (OSP)                   | 5.42  | 1      |

## اداره قضایی
ماربیا رئیس حزب دادگستری شماره 6 در استان مالاگا است ، البته مناطق شهرداریهای بناهاویس ، ایستان و اوجین نیز در ماربیا قرار دارد که تقریباً در حدود 138000 نفر جمعیت در پنج دادگاه تحقیق و 5 دادگاه درجه یک دیگر خدمت می کند.

## اقتصاد
براساس داده های سال 2003 ، ماربیا در بین شهرداری هایی است که بالاترین درآمد یکبار مصرف سرانه خانوار را در اندلس داشته است . بخش تجارت در سال 2005 شامل 17،647 موسسه بود که در کل 14.7٪ از مشاغل استان مالاگا را تشکیل می داد و پویایی بیشتری نسبت به خود مرکز استان برای رشد در طول سالیان 1998 تا 2004 را نشان می داد ، در حالی که مالاگا2.4% رشد و ماربیا 9٪ رشد را بخود اختصاص داد. نرخ رشد مالاگا. در مقایسه با بقیه اندلس ، میزان تولید در ماربلا بیشتر از سایر شهرداری ها با جمعیت مشابه است و حتی بالاتر از پایتخت های المریا ، هولوا و جائین قرار دارد.
پورتو بانوس مانند اکثر شهرهای ساحل اندلس ، اقتصاد ماربیا حول فعالیت های سوم می چرخد. بخش خدمات 60٪ اشتغال را تشکیل می دهد ، در حالی که تجارت تقریبا 20٪ است. شعب اصلی بخش خدمات مهمان نوازی ، املاک و مستغلات و خدمات تجاری است که در واقع اهمیت گردشگری در اقتصاد ماربلا را تأکید می کند. در همین حال ، بخش های ساخت و ساز ، صنعتی و کشاورزی به ترتیب 14.2٪ ، 3.8٪ و 2.4٪ اشتغال را به خود اختصاص داده اند.
تعداد موسسات تجاری در بخش خدمات 87.5٪ از کل را تشکیل می دهد ، در ساخت و ساز 9.6٪ و در صنعت 2.9٪ است. از این شرکتها ، 89.5٪ کمتر از 5 نفر کارمند دارند و تنها 2.3٪ کارمندان حداقل 20 کارمند دارند.
در سال 2008 با مطالعه ای که توسط موسسه آمار اندلس (IEA) بر اساس 14 متغیر (درآمد ، تجهیزات ، آموزش و غیره) انجام شد ، مشخص شد که ماربلا شهر اندلس با بهترین پیشرفت در رفاه عمومی و بالاترین کیفیت زندگی است. براساس نتایج مطالعه ، ماربلا از نظر تعداد کلینیک های خصوصی ، امکانات ورزشی و مدارس خصوصی بالاترین رتبه را در اسپانیا ( با توجه به جمعیت شهری ) دارد.
در دسامبر سال 2016 ، یک صندوق سرمایه گذاری مستقر در هنگ کنگ اعلام کرد که 170،000 متر مربع زمین در نزدیکی الویریا به دست آورده و برای توسعه یک هتل لوکس پنج ستاره و 120 ویلا قصد دارد 300 میلیون یورو سرمایه گذاری کند. به گفته توسعه دهنده آن ، اقامتگاه آینده "یکی از مجلل ترین اقامت گاه های کشور" خواهد بود و توسط یک هتل بین المللی هتل اداره می شود.

## فرهنگ
علاوه بر رویدادهای فرهنگی معمولی اندلس ، انواع جشنواره های سالانه در ماربیا ، عمدتاً بین ژوئن و اکتبر برگزار می شود. سایر رویدادها به صورت پراکنده برگزار می شوند. جشنواره های اختصاص داده شده به موسیقی عبارتند از جشنواره بین المللی اپرای ماربیا که در اوت از سال 2001 برگزار می شود ، جشنواره ماربیا رگی در ماه ژوئیه و جشنواره بین المللی فیلم ماربیا در ماه ژوئن در مکان های مختلف اطراف شهر - از جمله آنها ساحل ، روی یک قایق یا در شهر قدیمی. . همچنین میزبان جشنواره بین المللی فیلم ماربیا ، جشنواره فیلم اسپانیا و جشنواره تئاتر مستقل است.
برای تهیه اماکن برای این رویدادها و رویدادهای دیگر ، این شهر دارای امکانات فرهنگی اعم از سالن اجتماعات پارک قانون اساسی ، مرکز فرهنگی Ingenio ، Teatro Ciudad de Marbella یا تئاتر Black Box Theatro از جمله موارد دیگر است. علاوه بر این ، یک هنرستان موسیقی ، یک باشگاه سینما و چندین سینما در حال نمایش فیلم های خارجی دوبله شده به کاستیلیان هستند.
نمایشگاه بین المللی هنر معاصر اول ، که با نام MARB ART نیز شناخته می شود ، در سال 2005 در ماربیا برگزار شد و بیش از 500 هنرمند آثار نقاشی ، نقاشی ، مجسمه سازی و طراحی گرافیکی را به نمایش گذاشت. از آن زمان همه ساله در کاخ کنگره ها برگزار می شود. سال بعد ، برنامه افزودنی Ateneo de Málaga Marbella در سال 2006 افتتاح شد ، که به توسعه فعالیت های هنری و فرهنگی اختصاص یافته بود.
از جمله انجمن های فرهنگی محلی ، انجمن Cilniana است ، سازمانی که به حمایت و ترویج میراث ماربلا و شهرهای همجوار اختصاص داده شده است ، که مجله خاص خود را منتشر می کند. از سال 2009 این شهر محل اقامت دانشگاه ماربیا ، [98] اولین دانشگاه خصوصی در استان مالاگا است. در سال 2013 ، این شهر از افتتاح مرکز بین المللی دانشگاه ماربلا (MIUC) ، یک مؤسسه بین المللی آموزش عالی با محوریت تجارت ، سیاست و رسانه و تنها دانشگاه اندلس که در آن دوره ها به دو زبان انگلیسی و اسپانیایی تدریس می شود ، استقبال کرد.

## جشنواره ها
در ماه ژوئن ، نمایشگاه و نمایشگاه فیض سان سان برناب به منظور تجلیل از روحانی حامی ماربیا برگزار می شود. به مدت یک هفته فعالیت ها و اجراهای مختلفی وجود دارد که به دو بخش تقسیم می شوند: Fair Day که در شهر Old Old آغاز شد و اکنون در Avenida del Doctor Maíz Viñals و Fair Fair برگزار می شود که در Arroyo Primero برگزار می شود. در ماه اکتبر نمایشگاه و جشنواره هایی به افتخار حامی سنت سن پدرو آلکانتارا برگزار می شود که یک هفته کامل نیز به طول می انجامد. نمایشگاه های کوچکتر و جشنواره های Nueva Andalucía که در اوایل ماه اکتبر در لاس چاپاس و ال آنگل برگزار می شود نیز محبوب است. در طول فصل تابستان (ژوئیه تا اکتبر) بیشتر موانع ماربیا برای تشویق فعالیت های فرهنگی از جمله انجمن های همسایگی ، برای تشویق فعالیت های فرهنگی از جمله: مسابقات گاوبازی ، اجرای موسیقی ، مسابقات عکس و مسابقات ورزشی برگزار می شوند. از بهترین انجمن های شناخته شده می توان به سانتا مارتا ، سالتو دل آگووا ، لگانیتوس ، دیوینا پاستورا ، تراپیچ ، پلازا د توروس و میرافوروس اشاره کرد. سایر جشنواره ها و جشن های محلی شامل زیارت نامه های Cruz de Juanar (ماه مه) ، La Virgen del Carmen (ژوئیه) و La Virgen Madre (اوت) ، و همچنین Día del Tostón (نوامبر) ، یک جشن سنتی است که شامل رفتن به مزارع برای بو دادن شاه بلوط.

## آموزش
The British School of Marbella (British school)
Deutsche Schule Málaga (German school)
Marbella International University Center (MIUC)[109]
Svenska skolan Marbella (Swedish school)